# Dindica yuwanina
Dindica yuwanina là một loài bướm đêm trong họ Geometridae.